# NGC 3042
NGC 3042 (другие обозначения — UGC 5307, MCG 0-25-30, ZWG 7.54, PGC 28498) — линзообразная галактика (S0) в созвездии Секстанта. Открыта Альбертом Мартом в 1864 году.
В галактике наблюдался кандидат в сверхновые AT2019spl.
Этот объект входит в число перечисленных в оригинальной редакции «Нового общего каталога».